# Ivan Korčok
Ivan Korčok (ur. 4 kwietnia 1964 w Bańskiej Bystrzycy) – słowacki dyplomata i urzędnik państwowy, wiceminister spraw zagranicznych, ambasador Słowacji w Niemczech, przy Unii Europejskiej i w USA, w latach 2020–2021 oraz 2021–2022 minister spraw zagranicznych i europejskich.

## Życiorys
Absolwent Wyższej Szkoły Ekonomicznej w Bratysławie (1987) oraz stosunków międzynarodowych na Uniwersytecie Komeńskiego w Bratysławie (1995).
Od 1992 zatrudniony w słowackim Ministerstwie Spraw Zagranicznych. Był drugim sekretarzem w ambasadzie w Niemczech (1993–1996), rzecznikiem prasowym resortu (1996–1997), pełniącym obowiązki dyrektora departamentu analiz i planowania (1997–1998), radcą oraz chargé d’affaires a.i. w ambasadzie w Szwajcarii (1998–1999), zastępcą stałego przedstawiciela Słowacji przy NATO (1999–2001) i dyrektorem generalnym sekcji organizacji międzynarodowych i polityki bezpieczeństwa w MSZ (2001–2002).
W latach 2002–2005 po raz pierwszy pełnił funkcję sekretarza stanu w MSZ. Reprezentował słowacki rząd w Konwencie Europejskim. W 2003 kierował słowackim zespołem negocjującym warunki przystąpienia do NATO. W 2005 nominowany na ambasadora, objął wówczas placówkę dyplomatyczną w Niemczech. W 2009 został stałym przedstawicielem Słowacji przy Unii Europejskiej, zajmując to stanowisko do 2015. Po powrocie do kraju ponownie został sekretarzem stanu w Ministerstwie Spraw Zagranicznych. Funkcję tę pełnił do 2018, po czym powołano go na ambasadora Słowacji w Stanach Zjednoczonych.
W marcu 2020 partia Wolność i Solidarność rekomendowała go na stanowisko ministra spraw zagranicznych i europejskich w rządzie Igora Matoviča. Nie mógł jednak otrzymać nominacji w dacie powołania rządu – podczas nominacji przebywał wciąż w USA, co wiązało się z koniecznością odbycia po powrocie na Słowację kwarantanny z uwagi na pandemię COVID-19. Obowiązki ministra tymczasowo objął Richard Sulík. Ivan Korčok został zaprzysiężony w kwietniu 2020. Ustąpił z tej funkcji w trakcie kryzysu w koalicji w marcu 2021. Powrócił na ten urząd w kwietniu 2021 w utworzonym wówczas gabinecie Eduarda Hegera. We wrześniu 2022 w związku z wyjściem partii SaS z koalicji rządowej złożył rezygnację ze stanowiska, zakończył urzędowanie w tym samym miesiącu.
Wystartował następnie jako niezależny kandydat w wyborach prezydenckich w 2024. Poparły go w większości główne partie opozycyjne, m.in. Postępowa Słowacja, Ruch Chrześcijańsko-Demokratyczny, Wolność i Solidarność oraz Demokraci. W I turze z 23 marca zajął pierwsze miejsce z wynikiem 42,51% głosów. Przeszedł do II tury razem z wspieranym przez dwa ugrupowania rządzące Peterem Pellegrinim, który dostał 37,02% głosów. Głosowanie odbyło się 6 kwietnia; Ivan Korčok przegrał ze swoim konkurentem, uzyskując 46,87% głosów. Również w 2024 wstąpił do Postępowej Słowacji.